# Horburg-Maßlau
Horburg-Maßlau este o comună din landul Saxonia-Anhalt, Germania.